# Michael Leunig
Michael Leunig, né en juin 1945 à Melbourne-Est (Victoria) et mort le 19 décembre 2024, est un artiste australien, caricaturiste et dessinateur de presse.
Il est caricaturiste au journal australien The Age de Melbourne jusqu'en 2021. Ses dessins sont également publiés dans le journal australien The Sydney Morning Herald.

## Biographie

### Carrière
Michael Leunig commence sa carrière dans les années 1960, en étant publié par des journaux comme Newsday, Woman's Day ainsi que par le magazine controversé London Oz. 
Leunig développe un style de caricature très particulier et reconnaissable. En 1974 sort son premier ouvrage, The Penguin Leunig. Il vit à Melbourne où il participe régulièrement au journal local The Age.
Lors de la crise internationale des caricatures de Mahomet, le journal iranien Hamshahri annonce la participation de Michael Leunig au concours de dessins sur l'Holocauste organisée par l'Iran en réaction à la publication des caricatures danoises. Le 14 février 2006, Michael Leunig dément formellement cette participation et il contacte Hamshahri qui présente ses excuses,.
Michael Leuning est licencié après avoir réalisé un dessin dressant un parallèle entre les manifestations de la place Tian'anmen en Chine en 1989 et la politique de vaccination contre le Covid-19 en Australie.

### Mort
Michael Leunig meurt le 19 décembre 2024 à l’âge de 79 ans.